# Salvia hierosolymitana
Salvia hierosolymitana är en kransblommig växtart som beskrevs av Pierre Edmond Boissier. Salvia hierosolymitana ingår i släktet salvior, och familjen kransblommiga växter. Inga underarter finns listade i Catalogue of Life.

## Bildgalleri

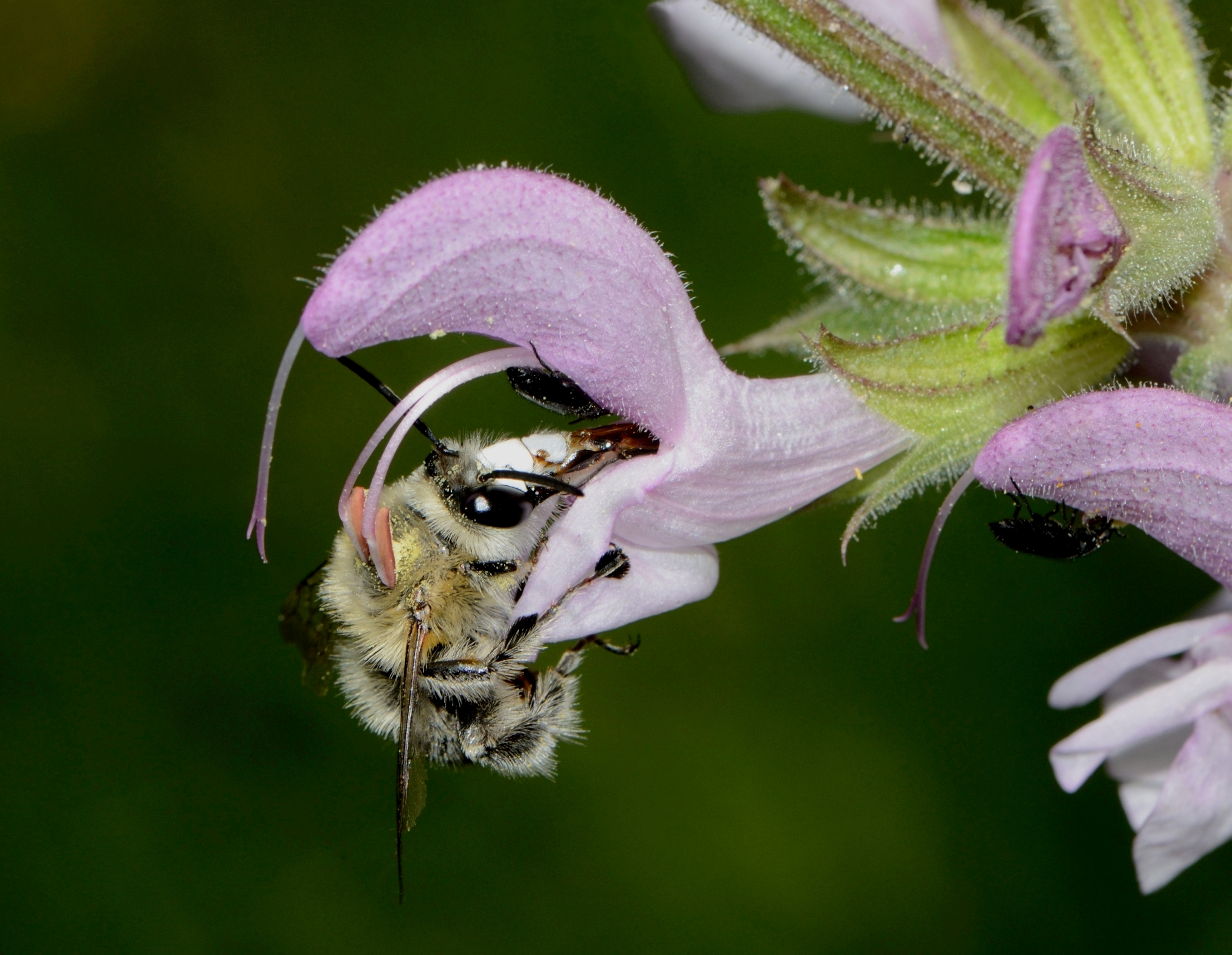
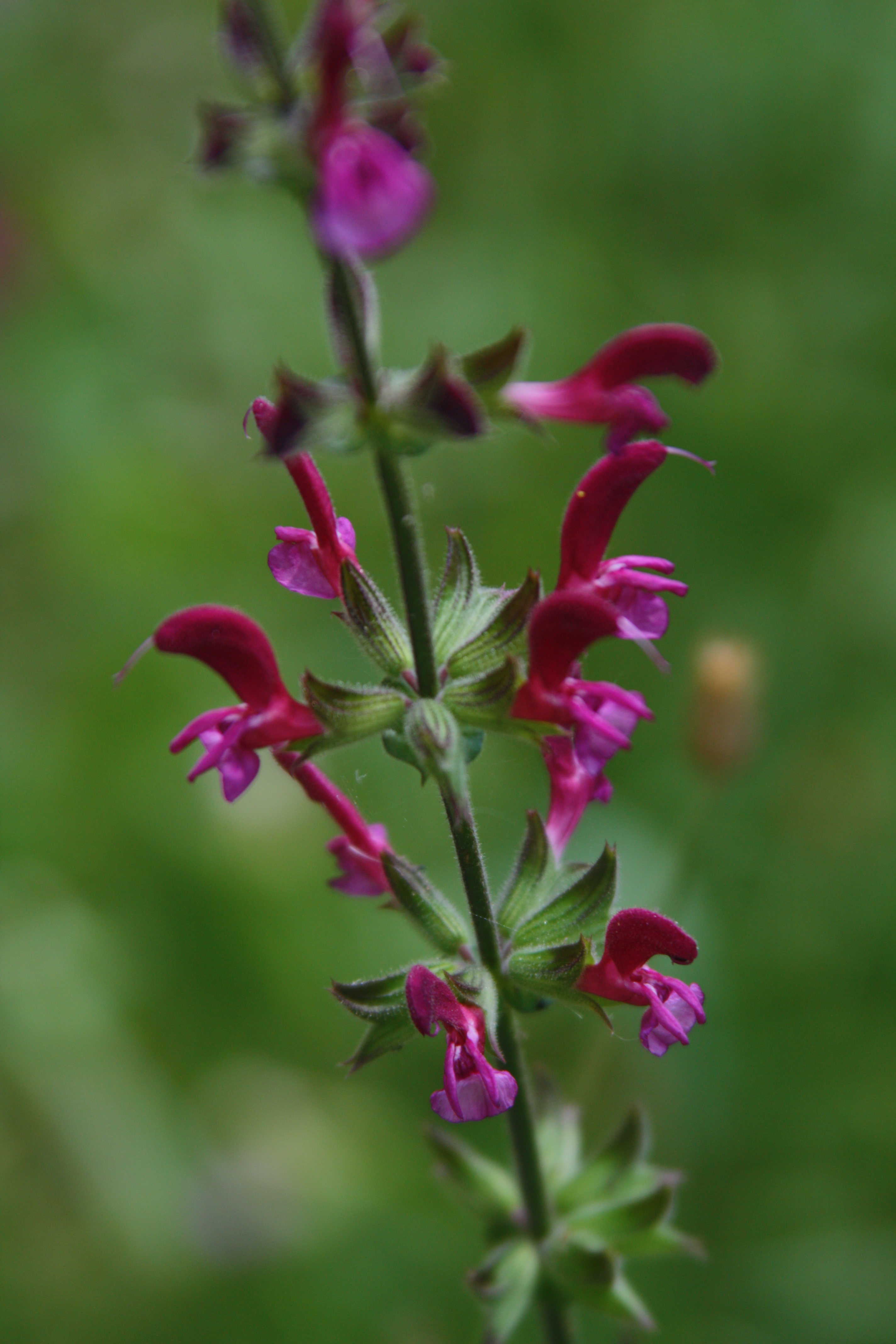
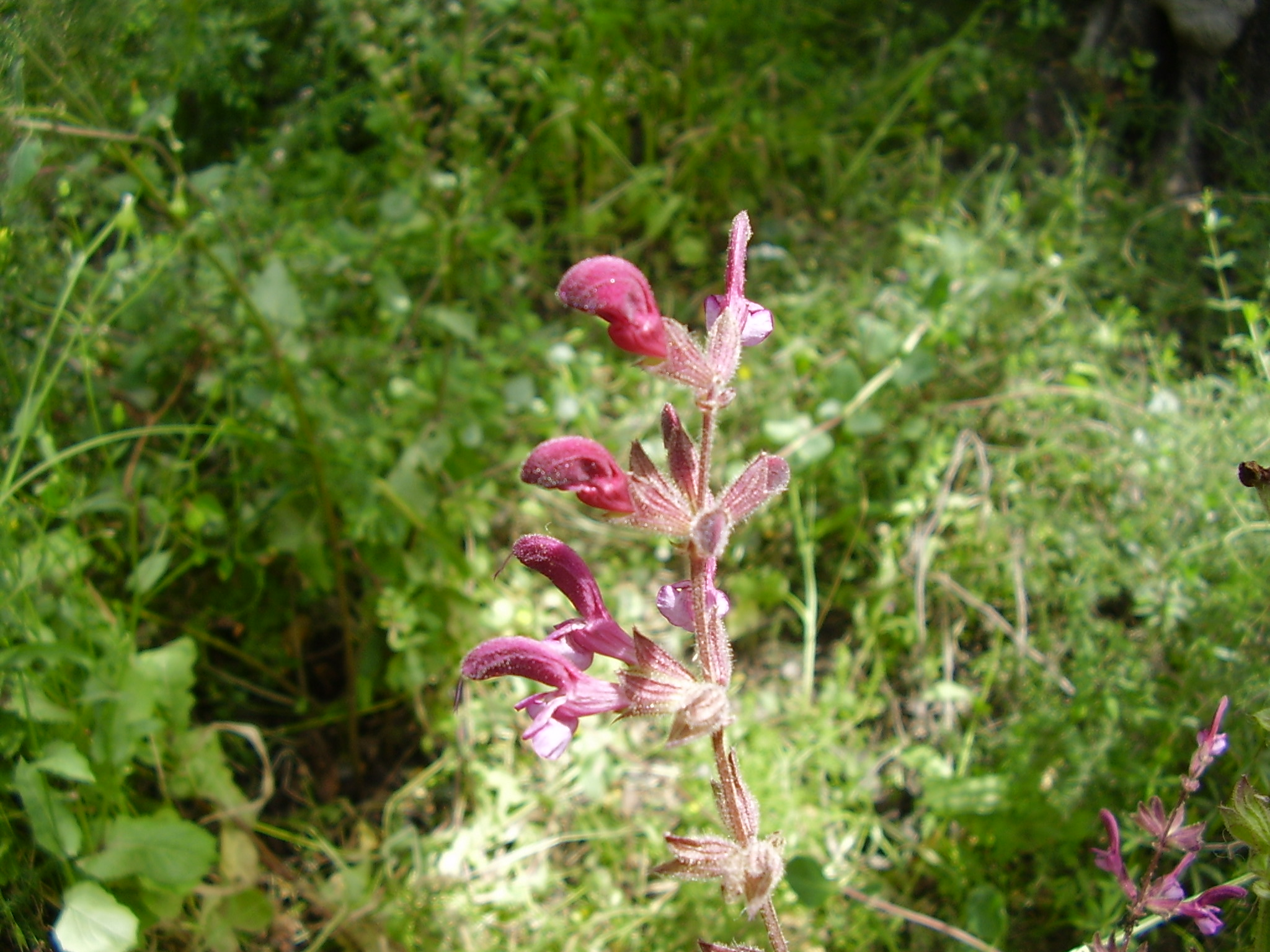